# Favières (Seine-et-Marne)
Favières ist eine französische Gemeinde mit 1293 Einwohnern (Stand 1. Januar 2022) im Département Seine-et-Marne in der Region Île-de-France. Sie gehört zum Arrondissement Provins und zum Kanton Ozoir-la-Ferrière.

## Lage
Favières liegt am Ufer des Flusses Marsange.
Nachbargemeinden von sind: 
- Bussy-Saint-Georges
- Ferrières-en-Brie
- Gretz-Armainvilliers
- Jossigny
- Neufmoutiers-en-Brie
- Ozoir-la-Ferrière
- Pontcarré
- Tournan-en-Brie
- Villeneuve-Saint-Denis

## Geschichte
Im Ortsteil Hermiéres wurde um 1160 die Abtei Saint Nicolas d’Hermières gegründet.

## Bevölkerungsentwicklung
| Jahr      | 1962 | 1968 | 1975 | 1982 | 1990 | 1999 | 2007 |
| Einwohner | 619  | 595  | 686  | 727  | 847  | 941  | 1083 |

## Sehenswürdigkeiten
- Kirche Saint-Martin, teilweise 9. und 11. Jahrhundert (siehe auch: Liste der Monuments historiques in Favières (Seine-et-Marne))
- Ruinen der Abtei Hermières

## Persönlichkeiten
- Jacques-Louis David (1748–1825), Historienmaler des Klassizismus, wohnte 1795 auf dem Bauernhof Saint-Ouen seines Schwagers Charles Sériziat.
- Otto von Bismarck (1815–1898), deutscher Politiker, wohnte während des Kriegs 1870/71 in Favières.